# Markova Crkva
Markova Crkva (en serbe cyrillique : Маркова Црква) est un village de Serbie situé dans la municipalité de Lajkovac, district de Kolubara. Au recensement de 2011, il comptait 111 habitants.

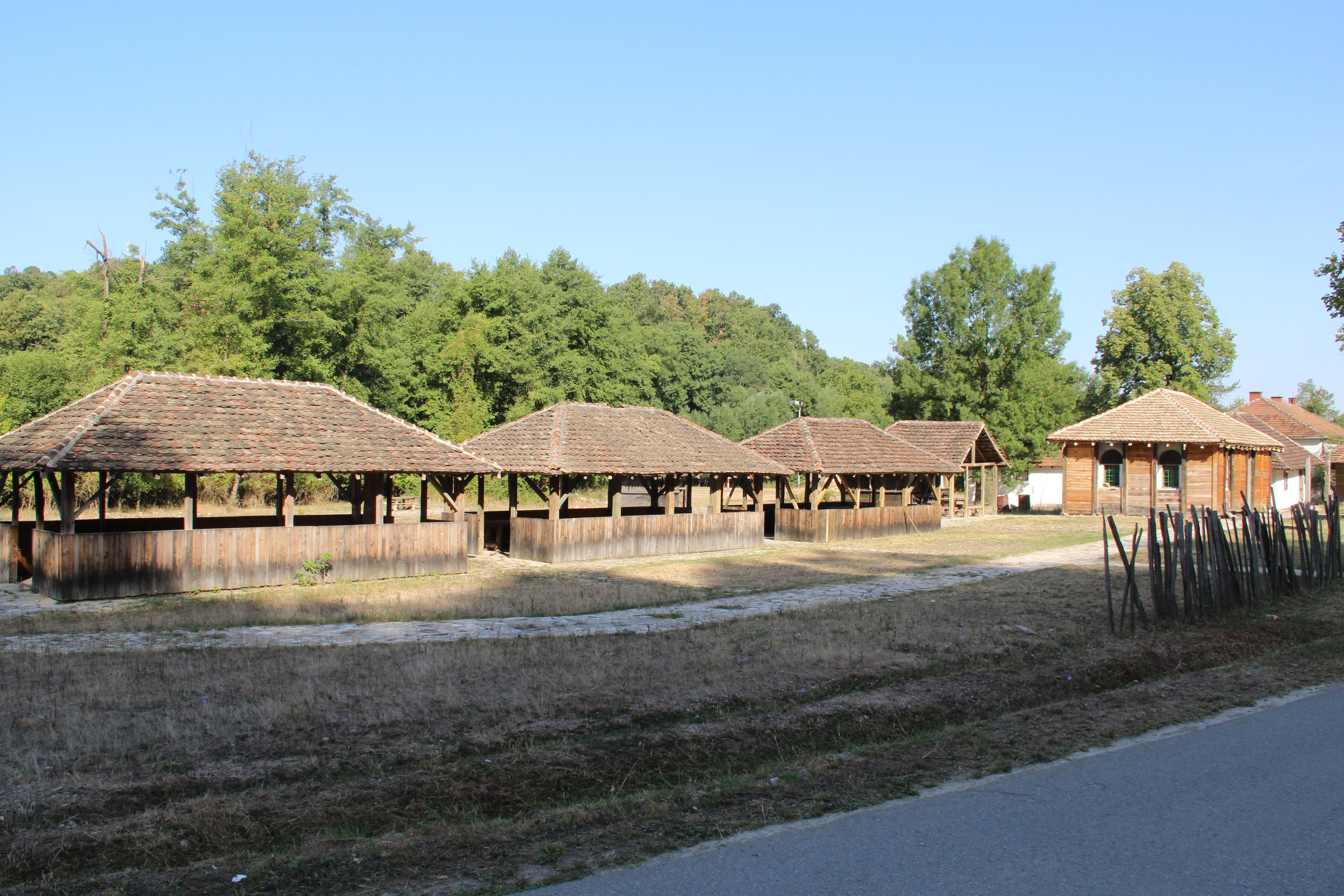
Markova crkva - ethno complexe
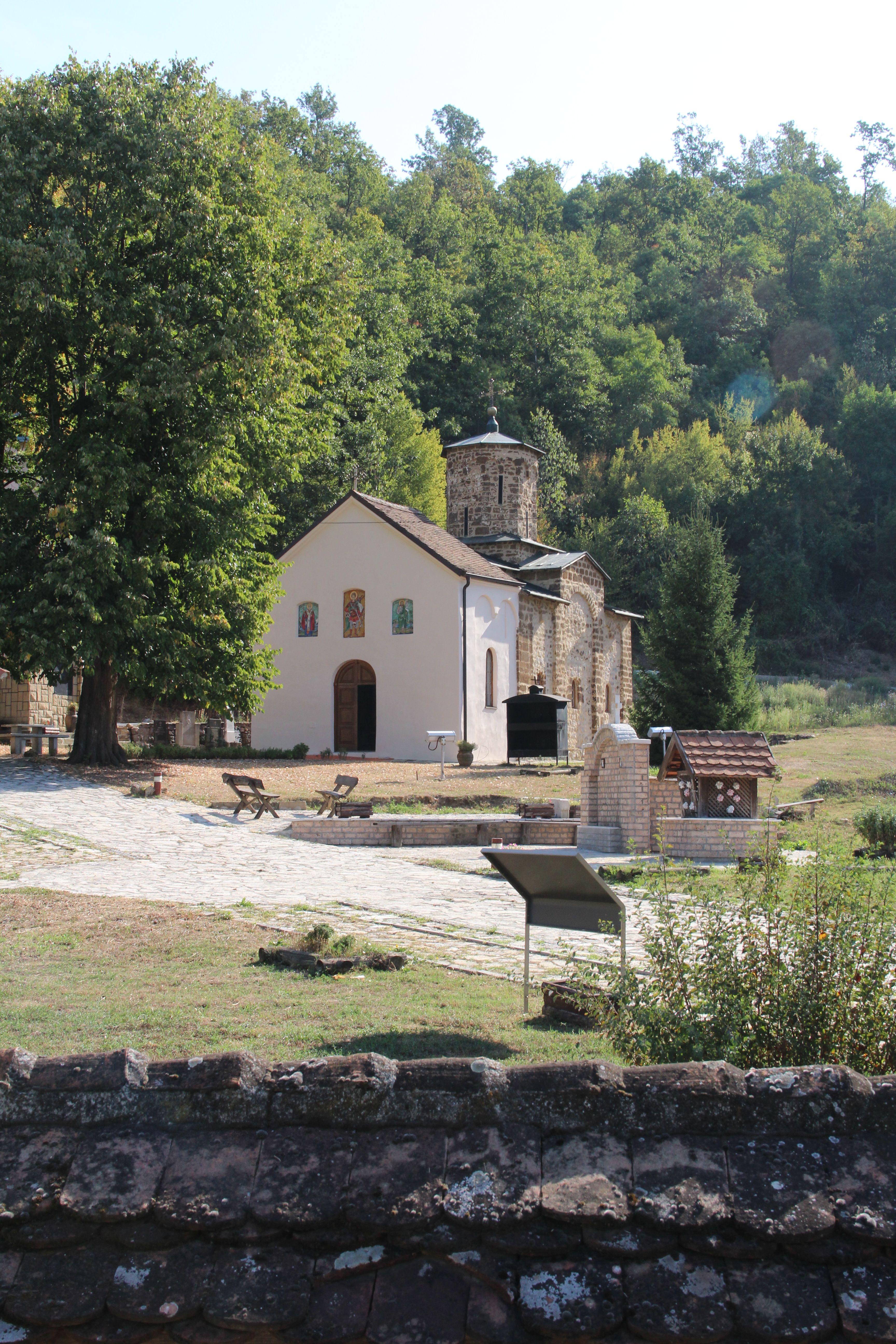
Markova crkva - le monastère de Saint-Démétrius
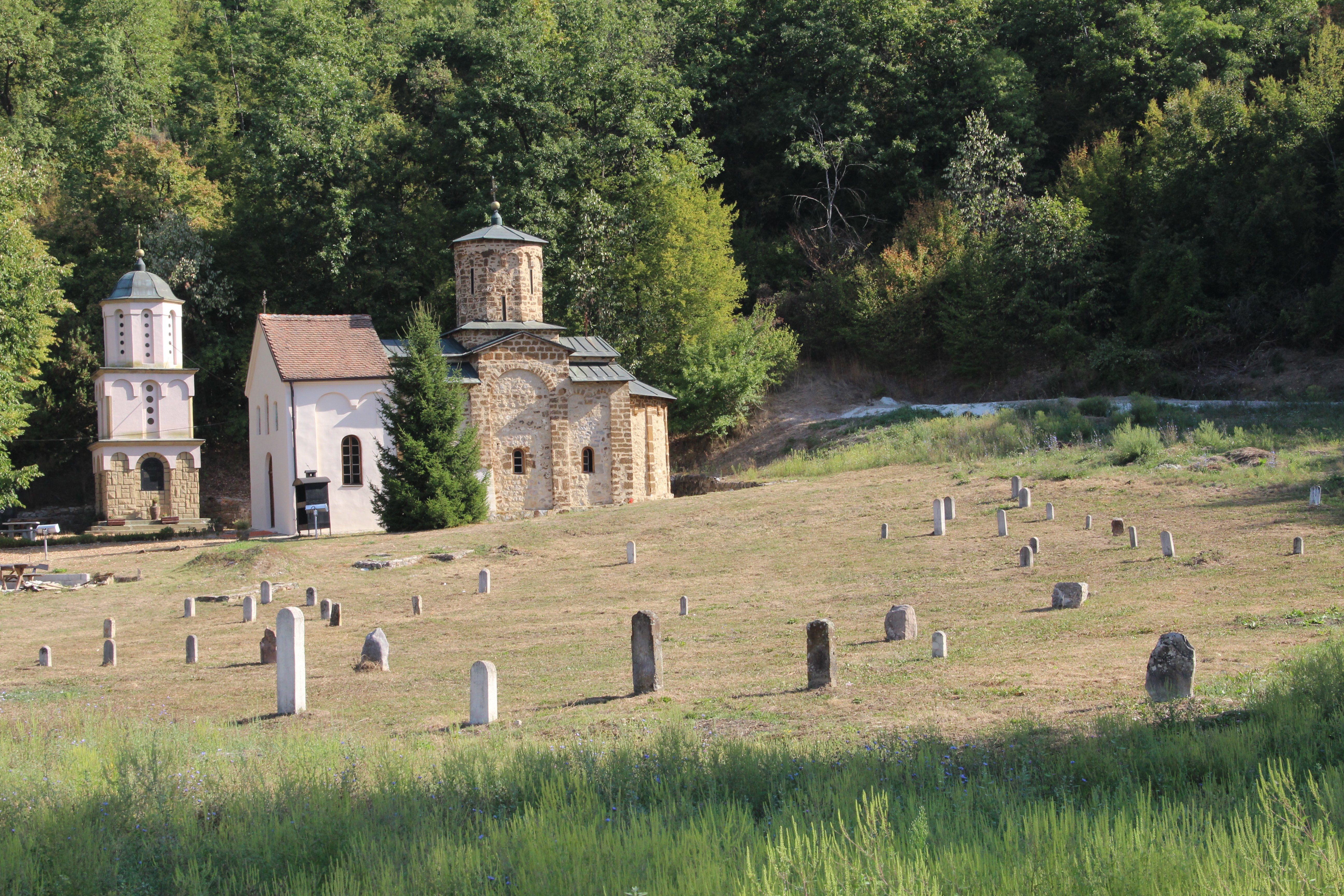
Markova crkva - le monastère de Saint-Démétrius
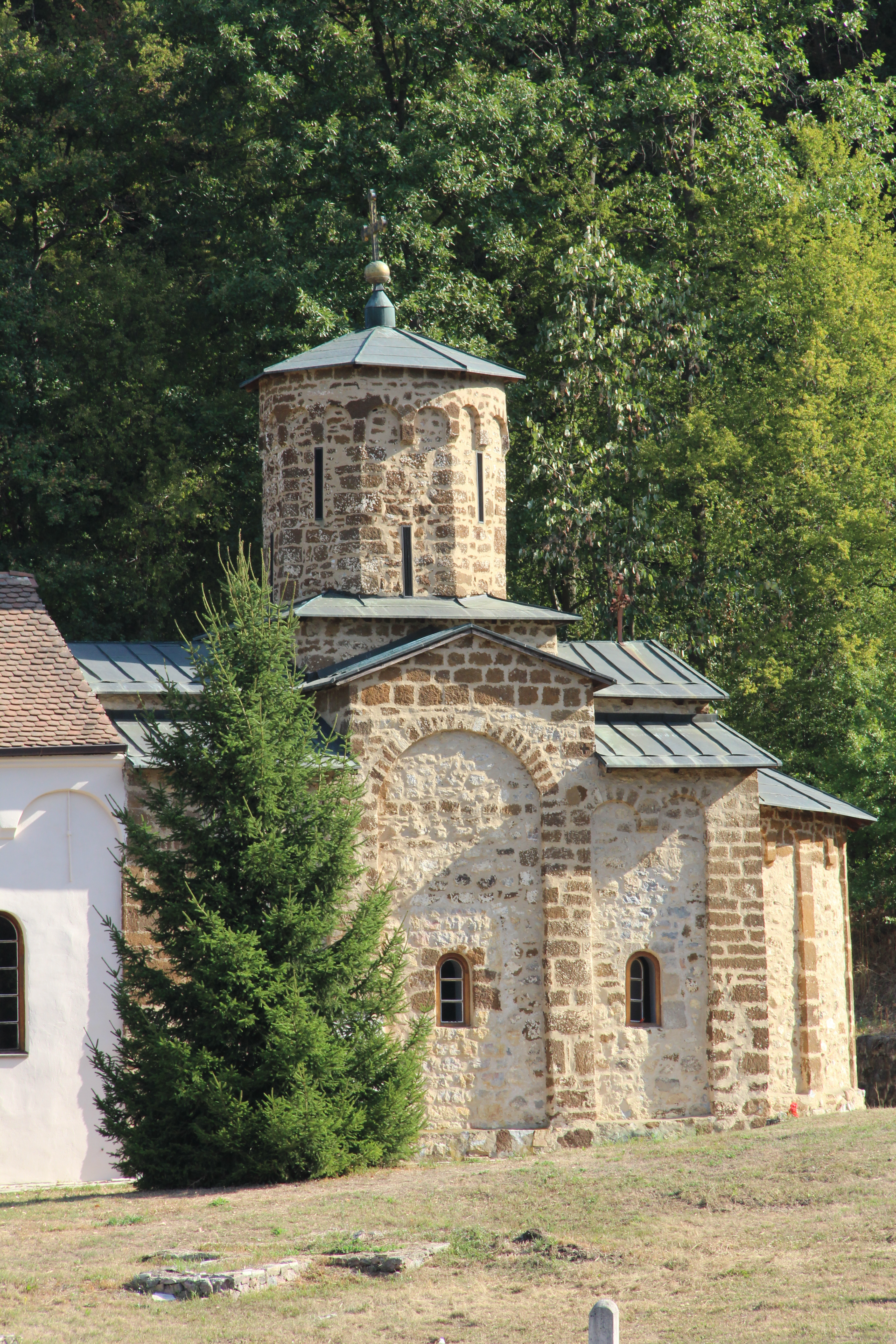
Markova crkva - le monastère de Saint-Démétrius
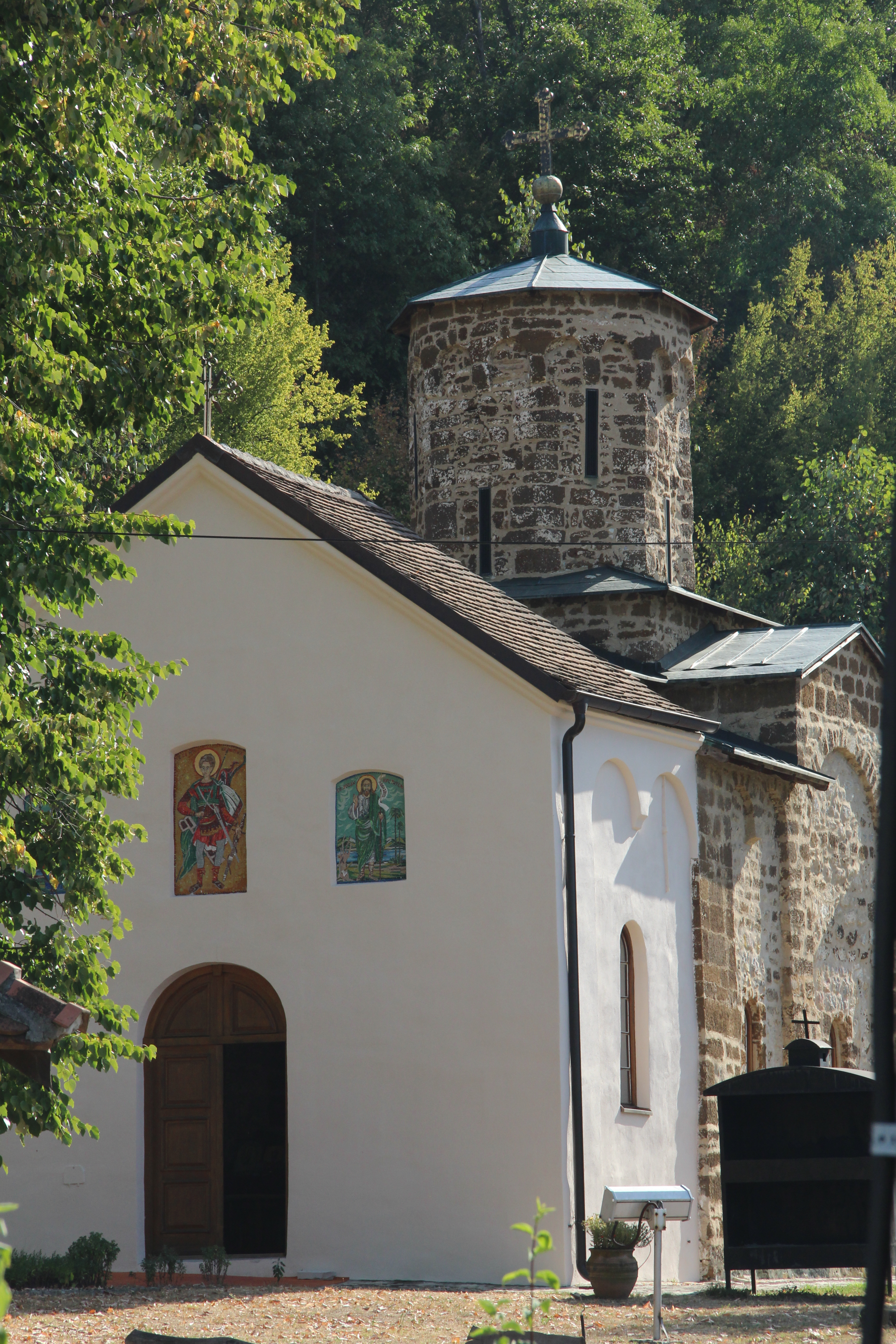
Markova crkva - le monastère de Saint-Démétrius
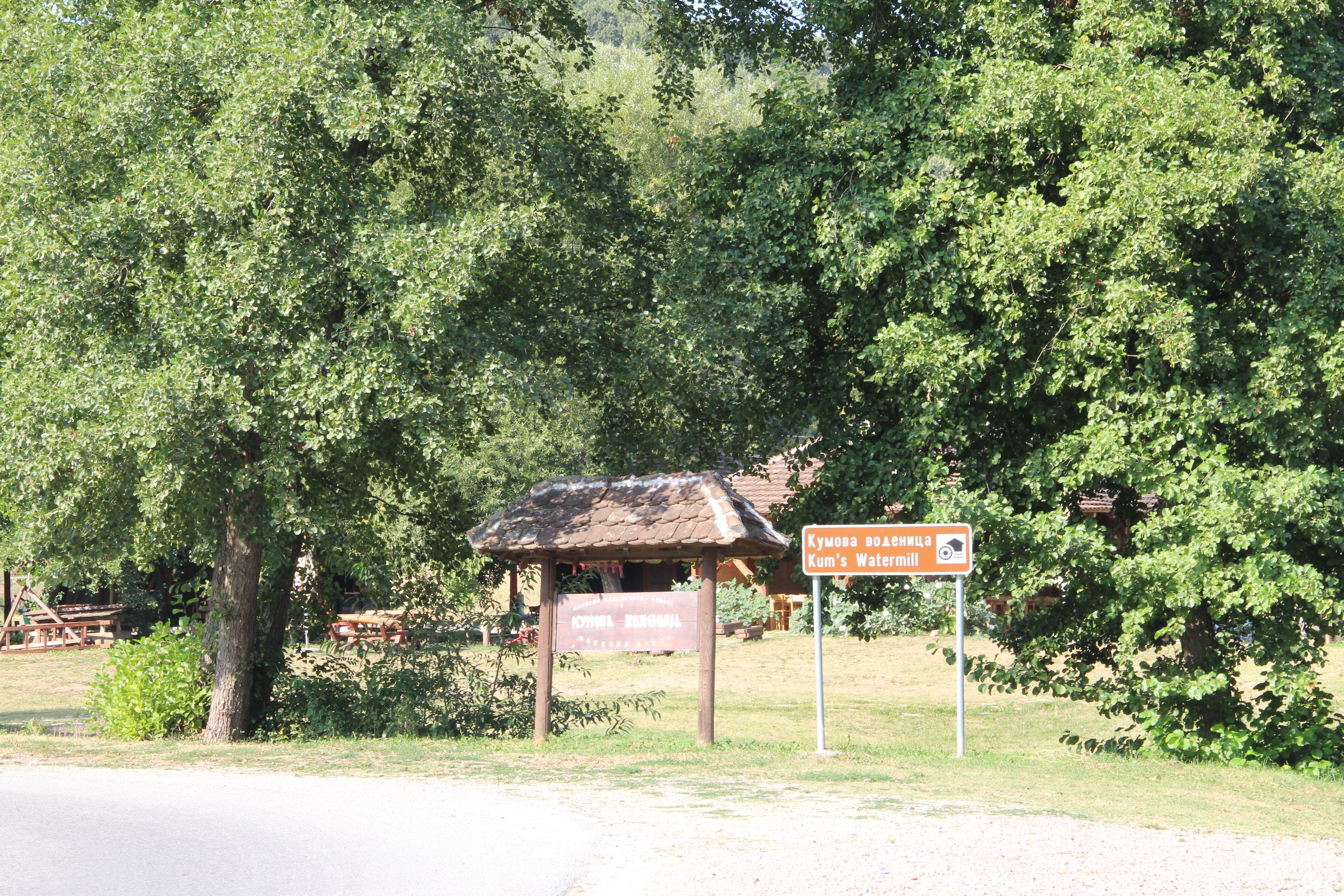
Markova crkva - complex Kumova vodenica
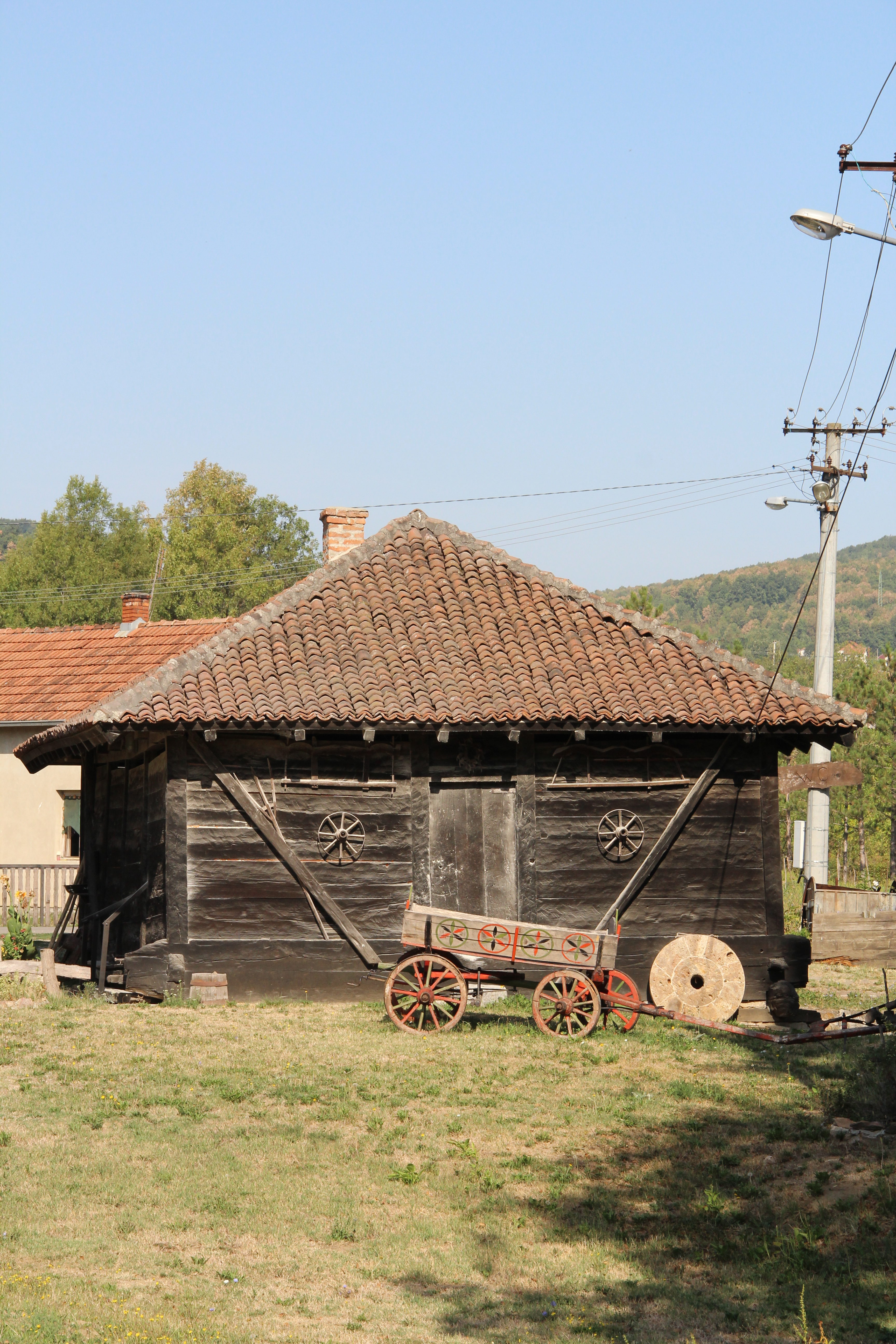
Markova crkva - complex Kumova vodenica
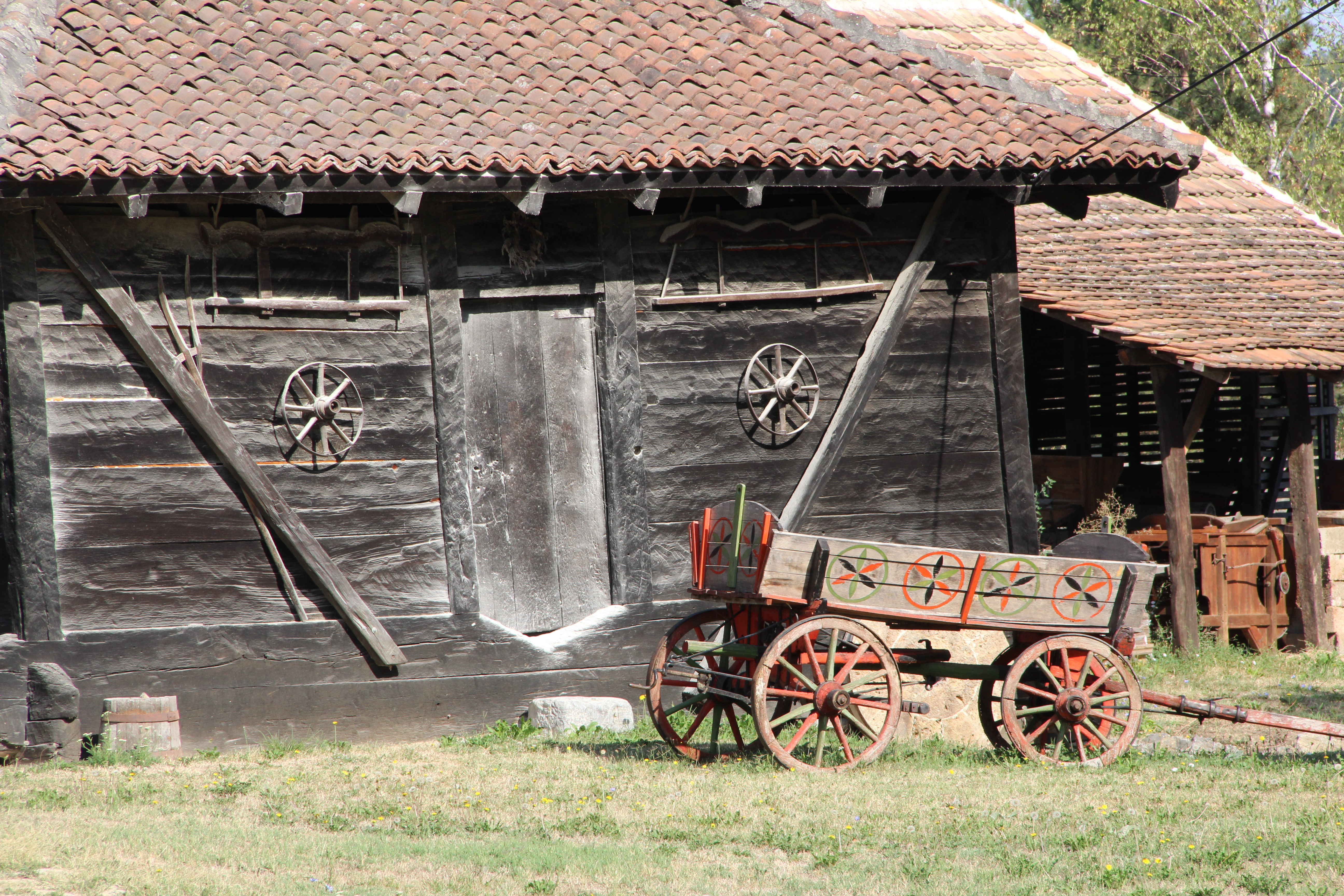
Markova crkva - complex Kumova vodenica
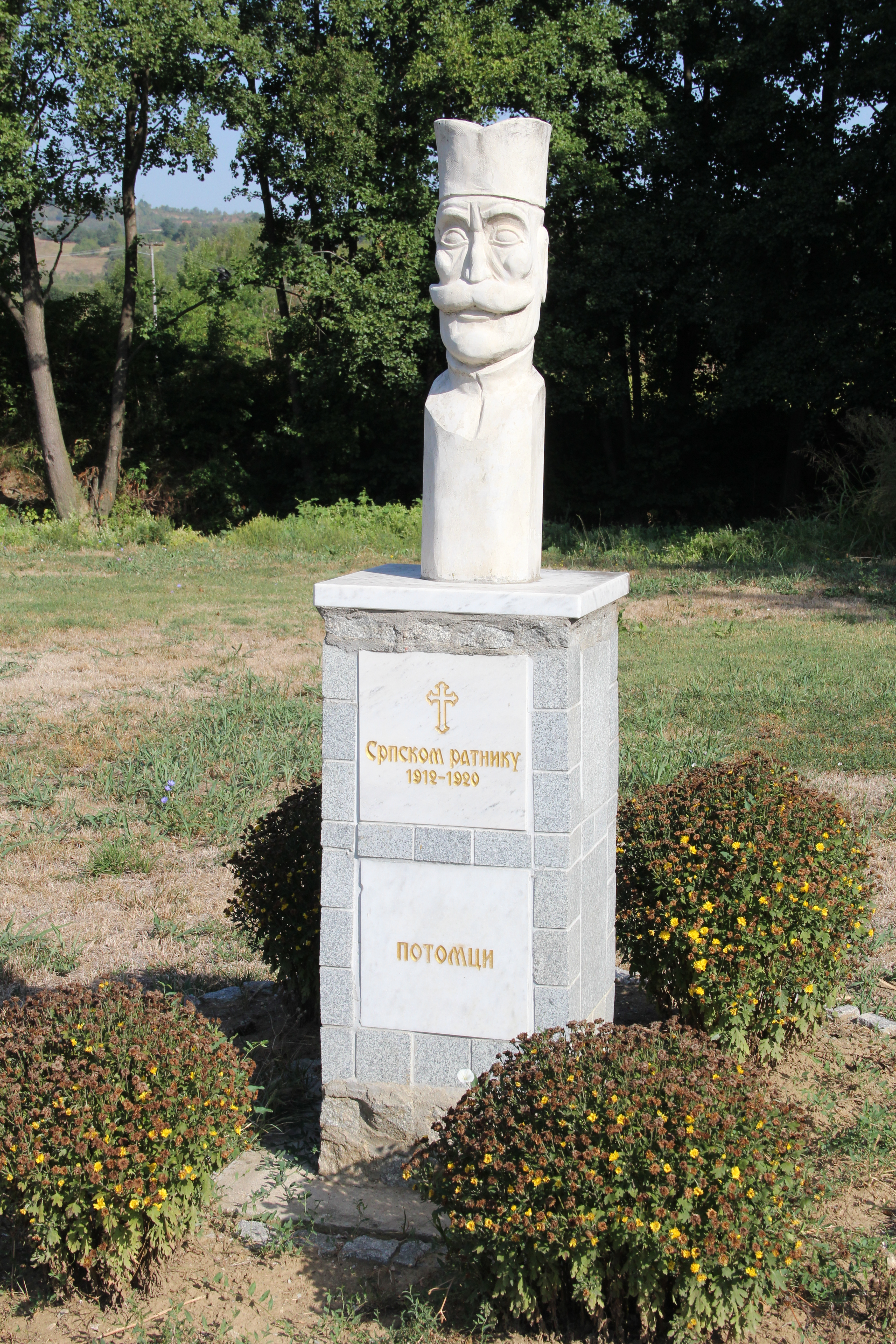
Markova crkva - monument meunier

## Démographie
| 1948 | 1953 | 1961 | 1971 | 1981 | 1991 | 2002 | 2011 |
| ---- | ---- | ---- | ---- | ---- | ---- | ---- | ---- |
| 244  | 252  | 211  | 165  | 162  | 131  | 110  | 111  |

|  |